# Uniforme militar

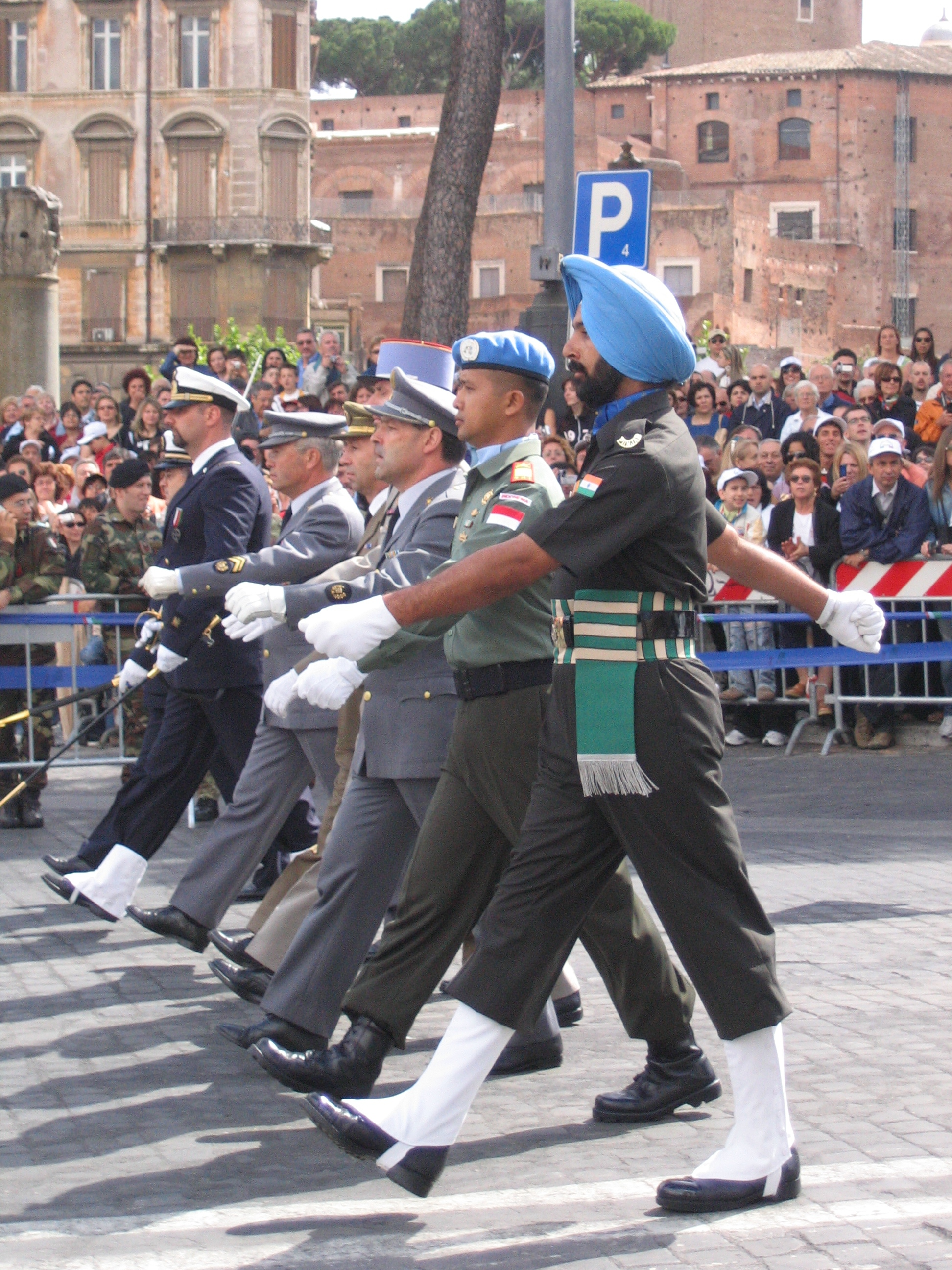
Desfile com a representação de diversas forças armadas (portuguesa, francesa, belga, indonésia e indiana) - Roma, Itália, 2007.

Um uniforme militar é uma vestimenta padronizada usada por membros das forças armadas e de forças paramilitares de várias nações.
As roupas e estilos militares passaram por mudanças significativas ao longo dos séculos, indo de roupas coloridas e ornamentadas até o século XIX, para uniformes de camuflagem utilitários com fins de campo e combate, a partir da Primeira Guerra Mundial (1914–1918). Os uniformes militares, na forma de vestes padronizadas e distintas, projetadas para identificação e exibição, são geralmente um símbolo de forças armadas organizadas e equipadas por uma autoridade central.
Os uniformes militares diferem não apenas de acordo com as unidades militares, mas também tendem a seguir diferentes níveis de formalidade, conforme os códigos de vestimenta ocidentais: uniforme de gala para ocasiões formais, uniforme de cerimônia para eventos formais noturnos, uniforme de serviço para situações informais e uniforme de combate (também chamado de "traje de campo") equivalente ao uso casual. Às vezes, adiciona-se à categoria de uso casual o uniforme de treinamento físico. O estudo destinado ao design e à produção de uniformes militares é chamado de ciência têxtil militar.

## Variantes de uniformes
A evolução dos uniformes tem sido fruto de um processo contínuo de aperfeiçoamento e adaptação, cujas raízes remontam à história do País e à necessidade de dotar a Força Terrestre com uniformes mais adequados para o cumprimento de suas funções constitucionais. Portanto, para cada exercício de atividade, os membros do exército apresentam variantes em seu uniforme, sendo essas:
- Uniformes de gala - usados em grandes solenidades;
- Uniformes solenes - usados em solenidades de menor importância;
- Uniformes de passeio - usados fora de serviço;
- Uniformes de serviço - usados em serviço, instrução e campanha;
- Uniformes de educação física - usados em atividades esportivas.

Além desses trajes, ainda há uma classificação especial constituída por uniformes históricos, fardamentos exclusivos de representação ou para atividades que exijam vestimentas especiais (aviação, hospitais, resgate e socorro, etc.). 
Correspondência entre trajes civis e uniformes militares brasileiros:
| Civis                            | Militares                          |
| Casaca ou fraque                 | Uniformes de gala                  |
| Smoking, summer ou dinner jacket | Uniformes solenes                  |
| Passeio completo                 | Uniformes de passeio (com gravata) |
| Passeio                          | Uniformes de passeio (combinações) |
| Esporte                          | Uniformes de serviço               |

## Componentes dos uniformes

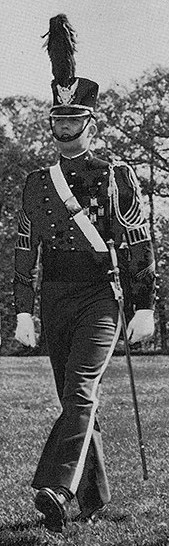
O futuro presidente dos Estados Unidos, Donald Trump, em uniforme de gala no anuário da Academia Militar de Nova York de 1964.

Para a construção do uniforme, há os componentes, setorizados por partes do corpo, sendo essas:

### Coberturas de cabeça
| Barretina | Bibíco    | Bicorne | Boina | Boné        | Capacete |
| Casquete  | Caxangá   | Chapéu  | Fez   | Pickelhaube | Quepe    |
| Stahlhelm | Tricórnio | Ushanka |       |             |          |

### Vestimenta superior
- Camisa
- Blusão
- Casaco
- Dólmã
- Gandola
- Jaqueta
- Jaquetão
- Polo

### Vestimenta inferior
- Calças
- Culote

### Calçado
- Botinas
- Botas de cano alto
- Botas de meio cano
- Botinas
- Coturno
- Sapatos

### Abrigos e agasalhos
- Gabardina
- Sobretudo
- Impermeável
- Colete
- Japona